# Sécheresse de 2014-2017 au Brésil

Les États touchés de São Paulo, Rio de Janeiro, Minas Gerais et Espírito Santo sont en rouge

La sécheresse de 2014-2017 au Brésil est une grave sécheresse affectant le sud-est du Brésil, y compris les zones métropolitaines de São Paulo et Rio de Janeiro. À São Paulo, elle a été décrite comme la pire sécheresse depuis 100 ans,. La métropole de São Paulo semble être la plus touchée et début février, nombre de ses habitants ont été soumis à des coupures d'eau sporadiques. Les pluies à la fin de 2015 et au début de 2016 ont apporté un soulagement aux populations, mais des problèmes à long terme d'approvisionnement en eau subsistent dans l'État de São Paulo.
Le Minas Gerais et Espírito Santo sont toujours touchés par la sécheresse en 2016 en raison de l'événement El Niño de 2014-2016 (en). Dans ces zones, les pluies sont irrégulières depuis 2014 et la sécheresse s'est aggravée à partir de 2015,,. Plus de 50 % du Brésil a été affecté, la sécheresse ayant aussi touché des zones dans neuf États du nord-est. Entre 2012 et 2015, le gouvernement fédéral a décrété l'état de « calamité publique » plus de 6 200 fois en raison des sécheresses.
Il s'agit de la pire sécheresse au Brésil au cours des 100 dernières années, selon l'analyse d'O Estado de S. Paulo en septembre 2017.

## Description du phénomène et de ses effets

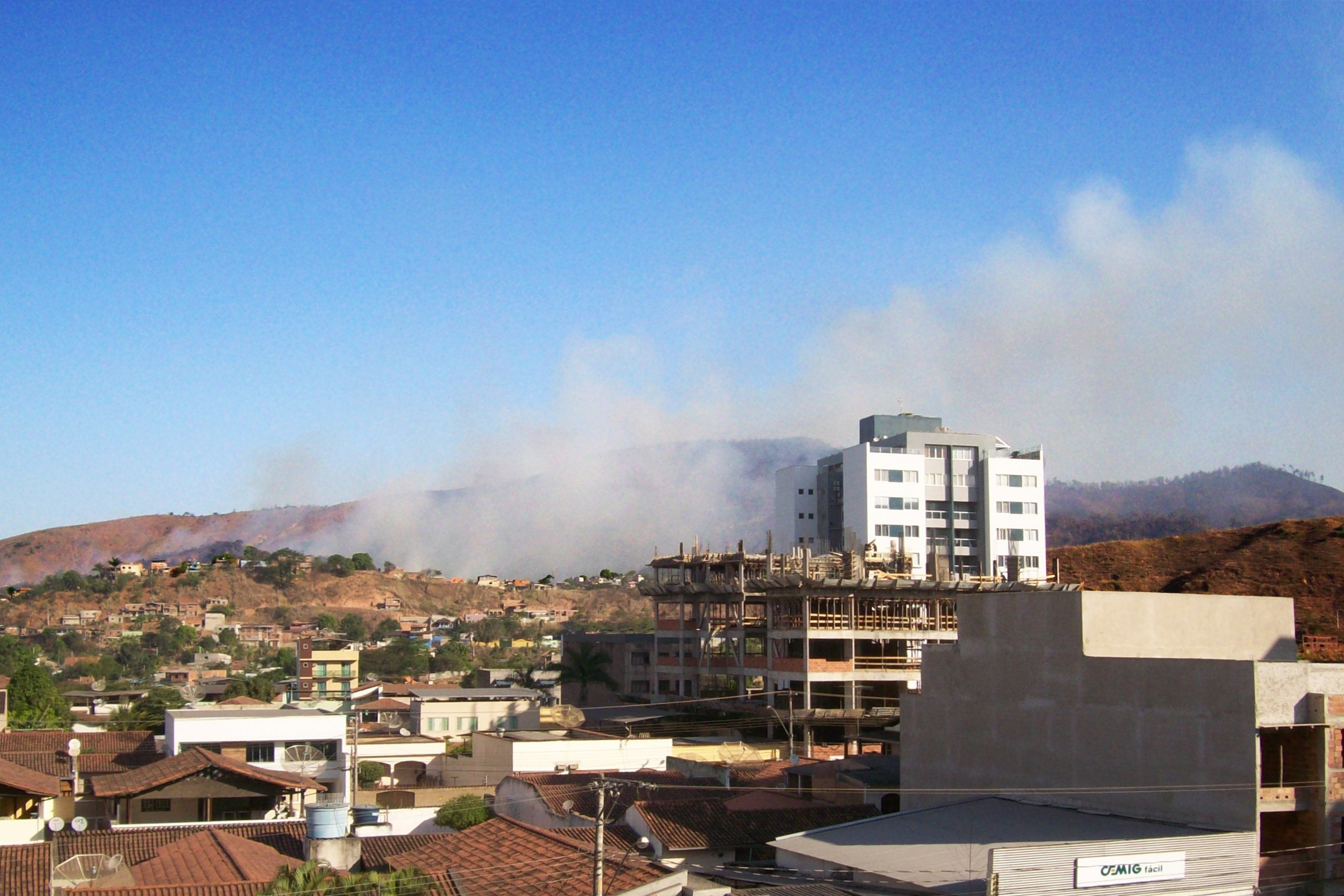
Feux de forêt près de Coronel Fabriciano, dans le Minas Gerais, en octobre 2015.

Habituellement, la saison des pluies commence en novembre, mais le manque de pluie au cours de la saison 2014/15 a entraîné un déficit majeur de l'approvisionnement en eau dans les États de São Paulo, Rio de Janeiro et du Minas Gerais,. Les principaux réservoirs fonctionnant à leur plus faible capacité (le principal système de réservoirs de Cantareira alimentant São Paulo n'étant qu'à 6 % de sa capacité début février,), les responsables de São Paulo ont mis en garde les populations vis-à-vis d'un rationnement en eau prolongé car cette dernière pourrait s'épuiser avant la prochaine saison des pluies en novembre 2015. En réponse, le service des eaux de São Paulo, Sabesp, a réduit la pression de l'eau dans le réseau d'eau public. Il a également commencé à imposer des tarifs punitifs aux utilisateurs qui consomment plus que les années précédentes. Début février, les habitants avaient commencé à recycler et à stocker l'eau.
En octobre 2015, les réservoirs de Cantareira contenaient seulement 12 % de leur capacité en eau, tandis que le réservoir pollué de Billings en contenait seulement 20 %.
Avec l'arrivée de la saison des pluies fin 2015, la situation sur le front de la sécheresse s'est améliorée. En février 2016, des averses torrentielles ont même provoqué des inondations à São Paulo. Les niveaux d'eau à Cantareira étaient passés d'une capacité de 20 % début décembre à près de 50 % à la mi-février 2016. Cependant, le Minas Gerais et Espírito Santo sont toujours touchés par la sécheresse en 2016 et, le 5 mai, le gouvernement d'Espírito Santo a déclaré l'état d'urgence dans tout l'État alors que la sécheresse empirait.
Les autorités craignaient qu'une crise de l'eau non résolue n'ait un impact sur les Jeux olympiques d'été de 2016. En 2017, les pluies sont restées extrêmement irrégulières dans le Minas Gerais, dans l'Espírito Santo et dans la plupart des régions du Centre-Ouest et du Nord-Est. Il s'agit de la pire sécheresse au Brésil au cours des 100 dernières années, selon l'analyse d'O Estado de S. Paulo en septembre 2017.

## Causes potentielles
Cette situation de sécheresse est exceptionnelle mais des sécheresses se produisent souvent. São Paulo connaît lors de cette sécheresse sa troisième année consécutive de diminution des précipitations. Une situation de sécheresse a déjà été vécue début 2014. La gestion de l'eau est mauvaise, les canalisations fuient et les infrastructures sont vieillissantes. Les rapports antérieurs de scientifiques, d'écologistes et d'experts techniques ont été ignorés par les promoteurs immobiliers et les lobbys dans les domaines industriels et agricoles. En outre, le manque de protection des bassins versants et des réservoirs a pollué les sources d'eau et rendu difficile l'acheminement de l'eau utilisable sur le marché. L'expansion des activités de déforestation dans le bassin amazonien est directement liée à la réduction des précipitations dans le sud du Brésil,,. Même si l'évaporation en l'Amazonie est suffisante pour générer des rivières volantes, les îlots de chaleur urbains couplés à une canicule ont empêché l'arrivée de masses d'air humides génératrices de pluie. Après la sécheresse, les régions brésiliennes du Sud-Est ont connu une recrudescence des pluies, et les régions du Centre-Ouest et du Sud ont souffert d'inondations.

## Effet sur la production agricole
Le Brésil est le troisième exportateur agricole mondial et le secteur représente environ 6 % du PIB du pays. L'irrigation pour l'agriculture représente 72 % de la consommation d'eau au Brésil, contre seulement 9 % pour la consommation urbaine. La diminution de l'approvisionnement en eau pour la production agricole a conduit "The Agricultural Economy Institute" à déclarer que l'année 2014 affichait les pires pertes agricoles de São Paulo depuis un demi-siècle.
Le régime pluviométrique irrégulier a contribué à une réduction de la production agricole pendant la période de sécheresse, en raison d'un blocage atmosphérique qui a empêché un front froid d'avancer sur les principales régions agricoles du Brésil, le plus grand exportateur mondial de café, de sucre, de soja et de bœuf. En 2014, la sécheresse a anéanti un tiers de la récolte de café du pays dans certaines régions, ce qui a entraîné une hausse des prix mondiaux du café arabica de 50 % sur l'année. En 2015, les caféiers ne s'étaient pas remis assez rapidement de la chaleur extrême et de la sécheresse, déclenchant une nouvelle hausse des prix de l'arabica. La production de soja, l'une des principales cultures d'exportation du pays, a diminué de 17 % pendant la sécheresse. Le système de surveillance des pluies de Cemaden a montré que de graves sécheresses ont été observées dans les États du Mato Grosso et du Mato Grosso do Sul, qui sont à la fois les plus grandes régions de production de soja et quatrièmes plus grandes productrices de bœuf au Brésil.

## Effet sur la production hydroélectrique
Comme 70 % de l'électricité du Brésil est produite par l'hydroélectricité, le manque d'eau conduit à un rationnement de l'énergie en plus du rationnement d'eau,. En réponse à la baisse de la puissance hydroélectrique, des délestages roulants ont été institués. Les prix de l'eau et de l'électricité ont augmenté après les élections d'octobre. Les services publics d'électricité au Brésil ont déclaré que la perte de capacité de production hydroélectrique leur avait coûté 15,8 milliards de reais. La majeure partie de cette somme a été dépensée pour des alternatives plus coûteuses telles que le pétrole et d'autres combustibles à base d'énergies fosilles qui ont comblé le manque d'approvisionnement en électricité. Cela a fait augmenter les émissions de gaz à effet de serre du Brésil entre 2015 et 2017.

## Solutions potentielles
Les analystes voient la crise comme un facteur de stress à relativement court terme, mais pensent qu'elle a le potentiel d'être le "catalyseur" pour résoudre spécifiquement les problèmes d'eau de São Paulo. Les solutions à court terme comprennent le forage de plus de puits et davantage de recyclage de l'eau. Les solutions à long terme comprennent le transfert de plus d'eau à partir de bassins fluviaux supplémentaires, tels que le transfert d'une partie de l'eau du bassin de la rivière Paraiba do Sul au système de Cantareira, avec des bassins versants qui ont un biote aquatique distinct,. Ces projets de détournement d'eau transportent l'eau entre des bassins fluviaux isolés, sans égard pour l'écologie ou la biodiversité aquatique. En outre, on estime que la réparation des conduites qui fuient permettraient d'économiser 6 % de la consommation totale d'eau municipale à São Paulo.
En 2018, de lourdes amendes ont été mises en place pour une consommation d'eau supérieure à la moyenne, mais certains craignent que la mesure n'arrive trop tard. Le réservoir de Cantareira était à 6,8 % de leur capacité début 2018, même après plusieurs après-midis de violents orages d'été à São Paulo.